# Spielvereinigung Unterhaching 2013-2014
Questa voce raccoglie le informazioni riguardanti la Spielvereinigung Unterhaching nelle competizioni ufficiali della stagione 2013-2014.

## Stagione
Nella stagione 2013-2014 l'Unterhaching, allenato da Claus Schromm, Manuel Baum e Christian Ziege, concluse il campionato di 3. Liga al 17º posto.

## Rosa
| N. |                     | Ruolo | Calciatore            |
| -- | ------------------- | ----- | --------------------- |
| 1  | Germania (bandiera) | P     | Korbinian Müller      |
| 2  | Germania (bandiera) | D     | Maximilian Bauer      |
| 3  | Germania (bandiera) | C     | Fabian Götze          |
| 4  | Germania (bandiera) | D     | Thomas Hagn           |
| 5  | Germania (bandiera) | D     | Daniel Hofstetter     |
| 6  | Germania (bandiera) | C     | Roland Sternisko      |
| 8  | Germania (bandiera) | A     | Marius Duhnke         |
| 9  | Germania (bandiera) | A     | Andreas Voglsammer    |
| 10 | Germania (bandiera) | C     | Florian Heller        |
| 11 | Germania (bandiera) | C     | Janik Haberer         |
| 13 | Germania (bandiera) | D     | Benjamin Schwarz      |
| 13 | Germania (bandiera) | C     | Felix Stemmer         |
| 15 | Germania (bandiera) | C     | Stefan Haas           |
| 16 | Germania (bandiera) | D     | Alexander Hack        |
| 17 | Germania (bandiera) | D     | Jonas Hummels         |
| 19 | Germania (bandiera) | C     | Maximilian Welzmüller |
| 20 | Germania (bandiera) | C     | Florian Bichler       |
| 21 | Germania (bandiera) | C     | Quirin Moll           |

| N. |                     | Ruolo | Calciatore            |
| -- | ------------------- | ----- | --------------------- |
| 22 | Germania (bandiera) | C     | Tobias Killer         |
| 23 | Germania (bandiera) | C     | Valentin Vochatzer    |
| 24 | Germania (bandiera) | D     | Mario Erb             |
| 25 | Germania (bandiera) | C     | Marius Willsch        |
| 27 | Germania (bandiera) | C     | Leon Müller-Wiesen    |
| 28 | Germania (bandiera) | A     | Pascal Köpke          |
| 29 | Germania (bandiera) | A     | Michael Marinkovic    |
| 30 | Georgia (bandiera)  | C     | Lucas Hufnagel        |
| 31 | Germania (bandiera) | P     | Michael Zetterer      |
| 32 | Germania (bandiera) | A     | Thomas Steinherr      |
| 33 | Germania (bandiera) | P     | Sebastian Wolf        |
| 34 | Germania (bandiera) | P     | Felix Dinkel          |
| 35 | Germania (bandiera) | D     | Kevin Hingerl         |
| 36 | Austria (bandiera)  | A     | Frederic Niederbacher |
| 37 | Germania (bandiera) | C     | Kenny Redondo         |
| 39 | Germania (bandiera) | D     | Danilo Dittrich       |
| 40 | Germania (bandiera) | A     | Brian Gallo           |
| 45 | Germania (bandiera) | C     | Sandro Kaiser         |

## Organigramma societario
Area tecnica
- Allenatore: Christian Ziege
- Allenatore in seconda: Francisco Copado, Florian Ernst
- Preparatore dei portieri: Wolfgang Kellner
- Preparatori atletici: Georg Wallner

## Calciomercato

### Sessione estiva
| Acquisti | Acquisti              | Acquisti             | Acquisti |
| R.       | Nome                  | da                   | Modalità |
| -------- | --------------------- | -------------------- | -------- |
| A        | Frederic Niederbacher | Gratkorn             |          |
| D        | Danilo Dittrich       | Norimberga U19       |          |
| A        | Marius Duhnke         | Bayern Monaco II     |          |
| D        | Mario Erb             | Alemannia Aquisgrana |          |
| C        | Fabian Götze          | Bochum II            |          |
| D        | Alexander Hack        | Memmingen            |          |
| C        | Tobias Killer         | Monaco 1860 II       |          |
| A        | Pascal Köpke          | Norimberga U19       |          |
| C        | Kenny Redondo         | Unterhaching U19     |          |
| A        | Thomas Steinherr      | Augusta II           |          |

| Cessioni | Cessioni              | Cessioni             | Cessioni |
| R.       | Nome                  | a                    | Modalità |
| -------- | --------------------- | -------------------- | -------- |
| C        | Dominik Rohracker     | Elversberg           |          |
| D        | Alexander Winkler     | Wacker Burghausen II |          |
| D        | Maximilian Drum       | Wacker Burghausen    |          |
| D        | Maximilian Kalus      | 1. FC Penzberg       |          |
| D        | Luka Odak             | Rot-Weiß Erfurt      |          |
| P        | Stefan Riederer       | Chemnitz             |          |
| C        | Markus Schwabl        | Monaco 1860          |          |
| A        | Tobias Schweinsteiger | Bayern Monaco II     |          |
| C        | Maximilian Siebald    | Ismaning             |          |
| A        | Stephan Thee          | Wacker Burghausen    |          |
| D        | Yasin Yılmaz          | Adanaspor            |          |

### Sessione invernale
| Acquisti | Acquisti       | Acquisti       | Acquisti |
| R.       | Nome           | da             | Modalità |
| -------- | -------------- | -------------- | -------- |
| C        | Florian Heller | Rosenheim 1860 |          |

| Cessioni | Cessioni           | Cessioni | Cessioni |
| R.       | Nome               | a        | Modalità |
| -------- | ------------------ | -------- | -------- |
| C        | Benjamin Kauffmann | Goslarer |          |
| D        | Mike Niebauer      | Garching |          |

## Risultati

### 3. Liga

#### Girone di andata
| Ratisbona 20 luglio 2013, ore 14:00 CEST 1ª giornata | Jahn Ratisbona | 0 – 0 referto | Unterhaching | Jahnstadion (4 405 spett.)\| Arbitro: \| Petersen \| |
| Arbitro:                                             | Petersen       |               |              |                                                      |

| Arbitro: | Storks |

|                |           |          |
| Welzmüller 89’ | Marcatori | 9’ Çınar |

| Arbitro: | Weickenmeier |

|                                            |           |                            |
| Derstroff 3’, 29’ Hornschuh 36’ Kefkir 83’ | Marcatori | 45’ Bichler 90’ Welzmüller |

| Arbitro: | Gerach |

|                           |           |                                            |
| Duhnke 56’ Voglsammer 60’ | Marcatori | 40’ Ivana 45’, 82’, 90’ (rig.) Stroh-Engel |

| Arbitro: | Reichel |

|  |           |            |
|  | Marcatori | 7’ Bichler |

| Arbitro: | Dittrich |

|                                           |           |          |
| Welzmüller 39’ Bichler 48’ Voglsammer 81’ | Marcatori | 71’ Maek |

| Arbitro: | Storks |

|                            |           |                                    |
| Dicklhuber 21’ Soriano 66’ | Marcatori | 20’ Steinherr 22’ Bichler 83’ Moll |

| Unterhaching 18 settembre 2013, ore 18:30 CEST 8ª giornata | Unterhaching | 0 – 0 referto | Hallescher | Alpenbauer Sportpark (1 350 spett.)\| Arbitro: \| Steinberg \| |
| Arbitro:                                                   | Steinberg    |               |            |                                                                |

| Arbitro: | Jablonski |

|                      |           |                                      |
| Kühne 43’ Krohne 56’ | Marcatori | 19’ Welzmüller 61’ Erb 63’ Steinherr |

| Arbitro: | Stieler |

|                |           |                           |
| Voglsammer 64’ | Marcatori | 4’, 34’ Mokhtari 81’ Thee |

| Arbitro: | Bandurski |

|                         |           |                      |
| Kaiser 32’ Kammlott 75’ | Marcatori | 34’ Götze 85’ Duhnke |

| Arbitro: | Steinhaus-Webb |

|                            |           |            |
| Haberer 33’ Voglsammer 70’ | Marcatori | 5’ Czichos |

| Arbitro: | Steinberg |

|  |           |                            |
|  | Marcatori | 11’ Voglsammer 17’ Haberer |

| Unterhaching 25 ottobre 2013, ore 19:00 CEST 14ª giornata | Unterhaching | 0 – 0 referto | Holstein Kiel | Alpenbauer Sportpark (2 550 spett.)\| Arbitro: \| Alt \| |
| Arbitro:                                                  | Alt          |               |               |                                                          |

| Arbitro: | Siewer |

|             |           |            |
| Vaccaro 45’ | Marcatori | 82’ Duhnke |

| Arbitro: | Giese |

|                                                  |           |  |
| Schwarz 29’ (rig.) Erb 48’ Haberer 55’ Köpke 88’ | Marcatori |  |

| Arbitro: | Storks |

|                        |           |                |
| Testroet 25’, 34’, 41’ | Marcatori | 17’ Welzmüller |

| Arbitro: | Schröder |

|                                    |           |  |
| Zoundi 68’ Onuegbu 81’ Aycicek 90’ | Marcatori |  |

| Arbitro: | Thomsen |

|  |           |                                  |
|  | Marcatori | 20’, 31’ Mayer 68’ Niederlechner |

#### Girone di ritorno
| Arbitro: | Blos |

|  |           |                                                          |
|  | Marcatori | 18’ Neunaber 28’ Dressler 55’ Amachaibou 89’ Trettenbach |

| Chemnitz 14 dicembre 2013, ore 14:00 CET 20ª giornata | Chemnitz | 0 – 0 referto | Unterhaching | Stadion an der Gellertstraße (3 938 spett.)\| Arbitro: \| Siewer \| |
| Arbitro:                                              | Siewer   |               |              |                                                                     |

| Arbitro: | Glasmacher |

|                         |           |             |
| Voglsammer 13’ Hack 90’ | Marcatori | 25’ Ducksch |

| Arbitro: | Fischer |

|                                         |           |          |
| Stroh-Engel 15’, 47’ Schwarz 31’ (aut.) | Marcatori | 43’ Moll |

| Arbitro: | Unger |

|                   |           |                              |
| Haberer 2’ (rig.) | Marcatori | 12’, 22’ Grupe 90’ Iōannidīs |

| Arbitro: | Meyer |

|           |           |  |
| Ziemer 7’ | Marcatori |  |

| Arbitro: | Schröder |

|                               |           |                            |
| Haberer 72’ (rig.) Duhnke 77’ | Marcatori | 18’ Badiane 80’ Baumgärtel |

| Arbitro: | Alt |

|                                                |           |                               |
| Furuholm 15’ Bertram 52’ Franke 63’ Merkel 90’ | Marcatori | 65’ (rig.) Haberer 87’ Heller |

| Arbitro: | Aarnink |

|                |           |                          |
| Voglsammer 55’ | Marcatori | 79’ Benyamina 84’ Krohne |

| Arbitro: | Glasmacher |

|          |           |  |
| Hauk 70’ | Marcatori |  |

| Arbitro: | Kempter |

|             |           |             |
| Bichler 25’ | Marcatori | 22’ Poulsen |

| Arbitro: | Storks |

|                         |           |  |
| Kammlott 27’ Drazan 90’ | Marcatori |  |

| Arbitro: | Siewer |

|               |           |                |
| Sternisko 78’ | Marcatori | 33’ Vunguidica |

| Arbitro: | Schröder |

|                                                           |           |  |
| Heider 29’ Gebers 38’ Kazior 49’ von Walsleben-Schied 75’ | Marcatori |  |

| Arbitro: | Blos |

|                         |           |  |
| Schwarz 18’ Hummels 37’ | Marcatori |  |

| Arbitro: | Giese |

|                             |           |                            |
| Breier 52’, 78’ Schwenk 70’ | Marcatori | 59’ Voglsammer 77’ Hummels |

| Arbitro: | Jablonski |

|                                    |           |  |
| Redondo 71’ Hufnagel 84’ Köpke 87’ | Marcatori |  |

| Arbitro: | Steinberg |

|                                                   |           |             |
| Haberer 6’, 61’ (rig.) Voglsammer 75’, 77’ (rig.) | Marcatori | 56’ Onuegbu |

| Arbitro: | Wingenbach |

|                               |           |  |
| Niederlechner 19’ Morabit 31’ | Marcatori |  |

## Statistiche

### Statistiche di squadra
| Competizione | Punti | In casa | In casa | In casa | In casa | In casa | In casa | In trasferta | In trasferta | In trasferta | In trasferta | In trasferta | In trasferta | Totale | Totale | Totale | Totale | Totale | Totale | DR  |
| Competizione | Punti | G       | V       | N       | P       | Gf      | Gs      | G            | V            | N            | P            | Gf           | Gs           | G      | V      | N      | P      | Gf     | Gs     | DR  |
| ------------ | ----- | ------- | ------- | ------- | ------- | ------- | ------- | ------------ | ------------ | ------------ | ------------ | ------------ | ------------ | ------ | ------ | ------ | ------ | ------ | ------ | --- |
| 3. Liga      | 43    | 19      | 7       | 6       | 6       | 30      | 28      | 19           | 4            | 4            | 11           | 20           | 37           | 38     | 11     | 10     | 17     | 50     | 65     | -15 |
| Totale       | 43    | 19      | 7       | 6       | 6       | 30      | 28      | 19           | 4            | 4            | 11           | 20           | 37           | 38     | 11     | 10     | 17     | 50     | 65     | -15 |

### Andamento in campionato
| Giornata  | 1 | 2  | 3  | 4  | 5  | 6  | 7 | 8 | 9 | 10 | 11 | 12 | 13 | 14 | 15 | 16 | 17 | 18 | 19 | 20 | 21 | 22 | 23 | 24 | 25 | 26 | 27 | 28 | 29 | 30 | 31 | 32 | 33 | 34 | 35 | 36 | 37 | 38 |
| --------- | - | -- | -- | -- | -- | -- | - | - | - | -- | -- | -- | -- | -- | -- | -- | -- | -- | -- | -- | -- | -- | -- | -- | -- | -- | -- | -- | -- | -- | -- | -- | -- | -- | -- | -- | -- | -- |
| Luogo     | T | C  | T  | C  | T  | C  | T | C | T | C  | T  | C  | T  | C  | T  | C  | T  | T  | C  | C  | T  | C  | T  | C  | T  | C  | T  | C  | T  | C  | T  | C  | T  | C  | T  | C  | C  | T  |
| Risultato | N | N  | P  | P  | V  | V  | V | N | V | P  | N  | V  | V  | N  | N  | V  | P  | P  | P  | P  | N  | V  | P  | P  | P  | N  | P  | P  | P  | N  | P  | N  | P  | V  | P  | V  | V  | P  |
| Posizione | 8 | 12 | 13 | 17 | 15 | 10 | 9 | 9 | 7 | 9  | 10 | 7  | 5  | 4  | 5  | 3  | 4  | 6  | 8  | 8  | 10 | 8  | 11 | 13 | 15 | 15 | 15 | 18 | 18 | 18 | 18 | 18 | 18 | 17 | 18 | 17 | 16 | 17 |

Legenda:

Luogo: C = Casa; T = Trasferta. Risultato: V = Vittoria; N = Pareggio; P = Sconfitta.

### Statistiche dei giocatori
| M. Bauer         | 0  | 0  | 0  | 0 |
| F. Bichler       | 32 | 5  | 1  | 0 |
| F. Dinkel        | 0  | 0  | 0  | 0 |
| D. Dittrich      | 8  | 0  | 1  | 0 |
| M. Duhnke        | 29 | 4  | 1  | 0 |
| M. Erb           | 29 | 2  | 7  | 0 |
| B. Gallo         | 0  | 0  | 0  | 0 |
| F. Götze         | 27 | 1  | 3  | 0 |
| S. Haas          | 10 | 0  | 1  | 0 |
| J. Haberer       | 35 | 8  | 4  | 1 |
| A. Hack          | 28 | 1  | 9  | 0 |
| T. Hagn          | 2  | 0  | 0  | 0 |
| F. Heller        | 8  | 1  | 1  | 0 |
| K. Hingerl       | 8  | 0  | 1  | 0 |
| D. Hofstetter    | 18 | 0  | 5  | 0 |
| L. Hufnagel      | 18 | 1  | 3  | 0 |
| J. Hummels       | 14 | 2  | 1  | 0 |
| S. Kaiser        | 0  | 0  | 0  | 0 |
| B. Kauffmann     | 2  | 0  | 0  | 0 |
| T. Killer        | 5  | 0  | 1  | 0 |
| P. Köpke         | 5  | 2  | 0  | 0 |
| M. Marinkovic    | 1  | 0  | 0  | 0 |
| Q. Moll          | 37 | 2  | 9  | 0 |
| L. Müller-Wiesen | 0  | 0  | 0  | 0 |
| K. Müller        | 27 | 0  | 2  | 0 |
| M. Niebauer      | 0  | 0  | 0  | 0 |
| F. Niederbacher  | 0  | 0  | 0  | 0 |
| K. Redondo       | 8  | 1  | 0  | 0 |
| D. Rohracker     | 2  | 0  | 0  | 0 |
| B. Schwarz       | 30 | 2  | 7  | 0 |
| T. Steinherr     | 32 | 2  | 3  | 0 |
| F. Stemmer       | 0  | 0  | 0  | 0 |
| R. Sternisko     | 13 | 1  | 0  | 0 |
| V. Vochatzer     | 0  | 0  | 0  | 0 |
| A. Voglsammer    | 35 | 10 | 10 | 0 |
| M. Welzmüller    | 33 | 5  | 5  | 1 |
| M. Willsch       | 23 | 0  | 2  | 1 |
| S. Wolf          | 0  | 0  | 0  | 0 |
| M. Zetterer      | 11 | 0  | 0  | 0 |